# Аверьянов, Александр Олегович
Алекса́ндр Оле́гович Аверья́нов (род. 4 октября 1965, Краснодар) — российский учёный-биолог, специалист по палеонтологии позвоночных животных мезозоя и раннего кайнозоя.

## Биография
Родился 4 октября 1965 года в Краснодаре.
В 1988 году окончил биолого-почвенный факультет Ленинградского государственного университета имени А. А. Жданова (ЛГУ). В ЛГУ занимался ископаемыми позвоночными палеоцена Казахстана под руководством Льва Александровича Несова. Дипломная работа была посвящена морфологии молочных зубов хищных млекопитающих (руководитель Геннадий Федорович Барышников).
С 1988 году работает в Зоологическом институте РАН в Санкт-Петербурге; с 2000 года по настоящее время — в должности заведующего лабораторией териологии. Главный научный сотрудник Института.
В 1994 году защитил кандидатскую диссертацию на тему «Систематика и эволюция зайцев рода Lepus (Lagomorpha, Leporidae) Палеарктики».
В 1999 году защитил докторскую диссертацию на тему «Происхождение, эволюция и филогенетическая система зайцеобразных млекопитающих (отряд Lagomorpha)».
С 2010 года работает по совместительству профессором геологического факультета Санкт-Петербургского государственного университета.
В 2016 году присвоено звание профессора РАН.

## Научная деятельность
Специалист по палеонтологии позвоночных животных мезозоя и раннего кайнозоя. Участвовал в более чем 40 палеонтологических экспедициях в России, Узбекистане, Казахстане и Кыргызстане. Автор около 300 научных статей, почти половина из которых опубликована в международных рецензируемых изданиях. Основные научные интересы — в области филогении, морфологии и эволюции позвоночных животных. В частности, им опубликованы работы по систематике меловых и палеогеновых хрящевых рыб, мезозойских амфибий, черепах, динозавров и птерозавров, мезозойских и палеогеновых млекопитающих. Ревизована фауна динозавров из позднего мела пустыни Кызылкум (Узбекистан).

## Описанные таксоны
Описал 102 новых вида, 60 новых родов, 9 новых семейств и 5 таксонов уровня выше семейства:

### Хрящевые рыбы
- †Aktaua kizylkumensis Case, Udovichenko, Nessov, Averianov & Borodin, 1997 (Dasyatoidea)
- †Amylodon emba Nessov & Averianov, 1996 (Chimaeridae)
- †Amylodon karamysh Averianov & Popov, 1995 (Chimaeridae)
- †Amylodon tzaritzin Averianov, 1999 (Chimaeridae)
- †Belgorodon Nessov & Averianov, 1996 (Chimaeridae)
- †Brachymylus bogolubovi Averianov, 1992 (Callorhynchidae)
- †Callorhinchus borealis Nessov & Averianov, 1996 (Callorhinchidae)
- †Cantioscyllium nessovi Ward & Averianov, 1999 (Ginglymostomatidae)
- †Centrophoroides volgensis Averianov & Glickman, 1996 (Squalidae)
- †Darbasodus olgae Averianov, 1991 (Edaphodontidae)
- †Elasmodus avirostrus Averianov, 1999 (Edaphodontidae)
- †Elasmodus khosatzkyi Averianov, 1999 (Edaphodontidae)
- †Elasmodus rossicus Averianov, 1999 (Edaphodontidae)
- †Elasmodus sinzovi Averianov, 1994 (Edaphodontidae)
- †Elasmodus tsheganicus Averianov, 2001 (Edaphodontidae)
- †Elasmodus zharyk Averianov, 1999 (Edaphodontidae)
- †Glickmanodus rarus Nessov, Mertiniene & Averianov in Nessov, 1997 (?Distobatidae)
- †Glikmania tamdyensa Case, Udovichenko, Nessov, Averianov & Borodin, 1997 (Dasyatidae)
- †Ischyodus obruchevi Averianov, 1992 (Edaphodontidae)
- †Ischyodus yanschini Averianov, 1991 (Edaphodontidae)
- †Kushmurunia alata Averianov, 1999 (Chimaeridae)
- †Lebedidon oskolensis Nessov & Averianov, 1996 (Rhinochimaeridae)
- †Paracorax unilateralis Averianov, 1997 (Anacoracidae)
- †Protosqualus glickmani Averianov, 1997 (Squalidae)
- †Stoilodon aenigma Nessov & Averianov, 1996 (Rhinochimaeridae)

### Костные рыбы
- †Albulelops zhylgensis Averianov, Nessov & Udovichenko, 1993 (Albulidae)
- †Eurasialates innumerabilis Averianov, Nessov & Udovichenko, 1993 (Centropomidae)
- †Scomberomorus akkumensis Averianov, Nessov & Udovichenko, 1993 (Scombridae)
- †Xenoscombrinus tripletodon Averianov, Nessov & Udovichenko, 1993 (Scombridae)

### Земноводные
- †Kiyatriton leshchinskiyi Averianov & Voronkevich, 2002 (Urodela)

### Черепахи
- †Amuremys Danilov, Bolotsky, Averianov & Donchenko, 2002 (Lindholmemydidae)
- †Dollochelys rogovichi Averianov, 2002 (Cheloniidae)
- †Itilochelys rasstrigin Danilov, Averianov & Yarkov, 2010 (Cheloniidae)
- †Khunnuchelys lophorhothon Danilov, Vitek, Averianov & Glinskiy (Trionychidae)
- †Puppigerus nessovi Averianov, 2005 (Cheloniidae)
- †Turgaiscapha kushmurunica Averianov, 2002 (Dermochelyidae)

### Чешуйчатые
- †Calamagras turkestanicus Danilov & Averianov, 1999 (Boidae)
- †Nessovophis tamdy Averianov, 1998 (Nigerophiidae)
- †Nessovophis zhylga Averianov, 1998 (Nigerophiidae)
- †Palaeophis ferganicus Averianov, 1998 (Palaeophiidae)
- †Palaeophis nessovi Averianov, 1998 (Palaeophiidae)
- †Palaeophis udovichenkoi Averianov, 1998 (Palaeophiidae)
- †Pterosphenus muruntau Averianov, 1998 (Palaeophiidae)
- †Simoliophis libycus Nessov, Zhegallo & Averianov, 1998 (Squamata)
- †Tinosaurus postremus Averianov, 2001 (Agamidae)

### Птерозавры
- †Aralazhdarcho bostobensis Averianov, 2007 (Azhdarchidae)
- †Volgadraco bogolubovi Averianov, Arkhangelsky & Pervushov, 2008 (Azhdarchidae)

### Нептичьидинозавры
- †Amtosaurus archibaldi Averianov, 2002 = †Bissektipelta archibaldi Parish & Barrett 2004 (Ankylosauridae)
- †Ferganasaurus verzilini Alifanov & Averianov, 2003 (Neosauropoda)
- †Kileskus aristotocus Averianov, Krasnolutskii & Ivantsov, 2010 (Proceratosauridae)
- †Levnesovia transoxiana Sues & Averianov, 2009 (Hadrosauroidea)
- †Psittacosaurus sibiricus Voronkevich & Averianov, 2000 (Psittacosauridae)
- †Sibirotitan astrosacralis Averianov, Ivantsov, Skutschas, Faingertz, Leshchinskiy, 2017 (Sauropoda)
- †Tengrisaurus starkovi Averianov & Skutschas, 2017 (Sauropoda)
- †Timurlengia euotica Brusatte, Averianov, Sues, Muir & Butler, 2016 (Tyrannosauroidea)
- †Urbacodon itemirensis Averianov & Sues, 2007 (Troodontidae)
- † Volgatitan simbirskiensis Averianov & Efimov, 2018 (Titanosauria)
- † Dzharatitanis kingi Averianov & Sues, 2021 (Titanosauria)
- † Kansaignathus sogdianus Averianov & Lopatin, 2021 (Dromaeosauridae)
- † Ondogurvel alifanovi Averianov & Lopatin, 2022 (Alvarezsauridae)
- † Dzharaonyx eski Averianov & Sues, 2022 (Alvarezsauridae)
- † Kiyacursor longipes Averianov et al., 2024 (Noasauridae)

### Птицы
- †Evgenavis nobilis O’Connor, Averianov & Zelenkov (Confuciusornithiformes)
- †Kievornis rogovitshi Averianov, Potapova & Nessov, 1990 (Graculavidae)
- †Mystiornithidae Kurochkin, Zelenkov, Averianov & Leshchinskiy, 2011 (Mystiornithiformes)
- †Mystiornithiformes Kurochkin, Zelenkov, Averianov & Leshchinskiy, 2011 (Aves)
- †Mystiornis cyrili Kurochkin, Zelenkov, Averianov & Leshchinskiy, 2011 (Mystiornithidae)
- †Pseudodontornis tshulensis Averianov, Panteleev, Potapova & Nessov, 1991 (Pelagornithidae)

### Млекопитающие
- †Acinacodus tagaricus Lopatin, Maschenko & Averianov, 2010 (Amphidontidae)
- †Acrotheria Averianov & Lopatin, 2011 (Mammalia)
- †Adcrocutini Baryshnikov & Averianov, 1998 (Hyaenidae)
- †Aktashmys montealbus Averianov, 1994 (Mimotonidae)
- †Alaymys ctenodactylus Averianov, 1993 (Tamquammyidae)
- †Alymlestes kielanae Averianov & Nessov, 1995 (Zalambdalestidae)
- †Amphibetulimus krasnolutskii Lopatin & Averianov, 2007 (Amphitheria)
- †Anatolmylus rozhdestvenskii Averianov, 1994 (Mimotonidae)
- †Andarakodon Averianov & Potapova, 1996 (Amynodontidae)
- †Anthracolestes sergeii Averianov, Martin & Lopatin, 2014 (Dryolestida)
- †Apotheria Averianov & Lopatin, 2011 (Mammalia)
- †Arnebolagus leporinus Lopatin & Averianov, 2008 (Lagomorpha)
- †Baidabatyr clivosus Averianov, Lopatin, Skutschas, Ivantsov, Boitsova & Kuzmin, 2017 (Multituberculata)
- †Borisodon Archibald & Averianov, 2012 (Zhelestidae)
- †Cadurcodon maomingensis Averianov, Danilov, Jin & Wang, 2017 (Amynodontidae)
- †Crocutini Baryshnikov & Averianov, 1998 (Hyaenidae)
- †Deltatheridium nessovi Averianov, 1997 (Deltatheriidae)
- †Eolantianius russelli Averianov, 1996 (Diacodexeidae)
- †Eoletes tianshanicus Averianov & Godinot, 2005 (Lophialetidae)
- †Ferganodon narynensis Martin & Averianov, 2007 (Eutriconodonta)
- †Hutegotherium yaomingi Averianov, Lopatin, Krasnolutskii & Ivantsov, 2010 (Tegotheriidae)
- †Hyaenictini Baryshnikov & Averianov, 1998 (Hyaenidae)
- †Hypsopalaeolagus Averianov, 2000 (Palaeolagidae)
- †Isphanatherium ferganensis Lavrov & Averianov, 1998 (Hyaenodontidae)
- †Itatodon tatarinovi Lopatin & Averianov, 2005 (Tegotheriidae)
- †Kemchugia magna Averianov, Skutschas, Lopatin, Leshchinskiy, Rezvyi & Fayngerts, 2005 (Amphilestidae)
- †Khodzhentia vinogradovi Averianov, 1996 (Chapattimyidae)
- †Klameliidae Martin & Averianov, 2007 (Eutriconodonta)
- †Lagopsinae Averianov, 2000 (Ochotonidae)
- †Lepus europaeus euxinicus Averianov, 1994 (Leporidae)
- †Lepus tanaiticus gmelini Averianov & Kuzmina, 1993 (Leporidae)
- †Lepus tanaiticus vereschagini Averianov, 1995 (Leporidae)
- †Lepus timidus ponticus Averianov, 1994 (Leporidae)
- †Mammuthus primigenius vrangeliensis Garutt, Averianov & Vartanian, 1993 (Elephantidae)
- †Maobrontops paganus Averianov, Danilov, Wen & Jin, 2018 (Brontotheriidae)
- †Maofelis cantonensis Averianov, Obraztsova, Danilov, Skutschas & Jin, 2016 (Nimravidae)
- †Murtoilestes Averianov & Skutschas, 2001 (Eutheria)
- †Nanolestes mackennai Martin, Averianov & Pfretzschner, 2010 (Amphitheria)
- Nesolagus timminsi Averianov, Abramov & Tikhonov, 2000 (Leporidae)
- †Nuryctes alayensis Lopatin & Averianov, 2004 (Palaeoryctidae)
- †Nuryctes gobiensis Lopatin & Averianov, 2004 (Palaeoryctidae)
- †Nyctereutini Baryshnikov & Averianov, 1998 (Canidae)
- †Olseniidae Erfurt & Averianov, 2005 (Euungulata)
- †Palaeolagina Averianov, 1994 (Lagomorpha)
- †Palaeoryctida Averianov, 2003 (Eutheria)
- †Paritatodon Martin & Averianov, 2010 (Tegotheriidae)
- †Prokennalestes abramovi Averianov & Skutschas, 2000 (Eutheria)
- †Prolagus caucasicus Averianov & Tesakov, 1998 (Ochotonidae)
- †Sabanolagus Averianov, 1998 (Leporidae)
- †Sarcodon udovichenkoi Averianov, 1994 (Micropternodontidae)
- †Sericolagus Averianov, 1996 (Leporidae)
- †Sheikhdzheilia rezvyii Averianov & Archibald, 2005 (Zhelestidae)
- †Sinolagus Averianov, 1998 (Leporidae)
- †Simpsonodontidae Averianov, Lopatin, Krasnolutskii & Ivantsov, 2010 (Docodonta)
- †Simpsonodon sibiricus Averianov, Lopatin, Krasnolutskii & Ivantsov, 2010 (Simpsonodontidae)
- †Sineleutherus issedonicus Averianov, Lopatin & Krasnolutskii, 2011 (Eleutherodontidae)
- †Sineleutherus uyguricus Martin, Averianov & Pfretzschner, 2010 (Eleutherodontidae)
- †Strenulagidae Averianov & Lopatin, 2005 (Lagomorpha)
- †Strenulagus solaris Lopatin & Averianov, 2006 (Strenulagidae)
- †Tashkumyrodon desideratus Martin & Averianov, 2004 (Tegotheriidae)
- †Tribosphenomys secundus Lopatin & Averianov, 2004 (Rodentia)
- †Tribosphenomys tertius Lopatin & Averianov, 2004 (Rodentia)
- †Uchkudukodon Archibald & Averianov, 2006 (Asioryctitheria)
- †Uzbekbaatar wardi Averianov, 1999 (Multituberculata)
- †Yermakia domitor Lopatin, Maschenko, Averianov, Rezvyi, Skutschas & Leshchinskiy, 2005 (Symmetrodonta)
- †Zhalmouzia bazhanovi Averianov & Archibald, 2014 (Zhelestidae)

## Членство в научных обществах
- Териологическое общество (с 1988 г.)
- Палеонтологическое общество (с 1991 г.)
- Society of Vertebrate Paleontology[англ.] (c 1994 г.)

## Редакционная деятельность
- Главный редактор журнала Russian Journal of Theriology (2002 — ныне)
- Член редколлегии журнала Труды Зоологического института (2000 — ныне)
- Член редакционного совета журнала Acta Palaeontologica Polonica (2002—2013)
- Член редколлегии Палеонтологического журнала (2017 — ныне)

## Область научных интересов
Палеонтология, морфология и систематика млекопитающих, мезозойские млекопитающие России и сопредельных территорий.

## Признание заслуг
- Премия Правительства Санкт-Петербурга за выдающиеся научные результаты в области науки и техники в 2023 году. Номинация биологические науки — премия имени Н. И. Вавилова (Постановление Правительства Санкт-Петербурга от 23.05.2023 № 483). «За значительный вклад в изучение эволюции позвоночных животных на ископаемом материале»